# Куколь (железнодорожная станция)
Куколь — железнодорожная станция, расположенная при посёлке Куколь Усадищенского сельского поселения Волховского района Ленинградской области. Станция принадлежит к Волхостроевскому отделению Октябрьской железной дороги.

## Общие сведения
Станция открыта в 1906 году. Станция имеет низкую платформу. На станции осуществляется посадка и высадка на поезда местного сообщения. Приём и выдача багажа не осуществляется.

## Коды станции
- Код по Экспресс-3: 2005435[1].
- Код станции по ЕСР: 047825[1].